# 536 هـ
536 هـ هي سنة في التقويم الهجري امتدت مقابلةً في التقويم الميلادي بين سنتي 1141م و1142م.

## مواليد
- معين الدين الجشتي
- الخليفة العباسي المستضيء بأمر الله

## وفيات
- آدم بن أحمد بن أسد
- ابن السمرقندي
- ابن برجان
- المازري
- محمد بن يوسف الإيلاقي
- عصمة خاتون

- جمال الدين محمد بوري